# دائرة تيسمسيلت
دائرة تيسمسيلت هي إحدى دوائر ولاية تيسمسيلت الجزائرية. أصل الاسم بربري (أمازيغي) وهذه التسمية تنقسم إلى: (سيلت): شمس، و (تيسم): مكان النوم أو الغروب وهو ما يعطي معنى تيسمسيلت أو «غروب الشمس».
كانت تسميتها الأولى هي: تيسمسين، رغم أن بعض علماء الكتابة الأمازيغية كانوا قد أكدوا أنها تدعى أوزينا. وهذه التسمية لازالت إلى يومنا في دوار اللحاسنية.

## التاريخ
حسب عبد الرحمان الجزائري في كتابه «تاريخ الجزائر» كانت هذه المنطقة محتلة من طرف الرومان عام 297. أما بالنسبة ل (بيير سلما) فيحدد تاريخ الاحتلال، دائما من طرف الرومان بين 276 وسبتمبر 282 وهذا بالرجوع إلى المناصب التذكارية التخطيطية التي اكتشفت عام 1953 بعين توكرية.
استُخدمت منطقة تيسمسيلت كمكان للالتقاء في فترة الانتجاع ما بين البدويين النازحين من جنوب البلاد وسلسلة جبال الونشريس.
و عند الفتوحات الإسلامية امتد استعمال لغة القرآن (العربية) في هذه الناحية، وشرع البرابرة والعرب بالتقارب والاندماج السريع بتشكيل قبائل وهو مصدر تسميتها «تسيسين» في عهد الرستميين وهو الاسم المعطى لمنبع لا زال موجود حتى الآن. ومن هذه الفترة حتى نهاية السلطة العثمانية كان التجمهر هذا الذي يدعى «سوق تيسمين» يجمع سكان جبال الونشريس.
وفي القرن 17م وصل الوالي الصالح «سيدي أمحمد بن تمرة» (مرجع: كتاب نسب الإشراف).
وخلال فترة الاحتلال الفرنسي للجزائر ووفقا لـ «أرنود» مترجم الجيش الفرنسي (المجلة الإفريقية رقم 1862) هم سكان بني مايدة الذين فروا من سهل الزكار، قصد تجنب مجزرة، واستقروا نهائيا في ضواحي تيسمسيلت.
شُيدت تيسيمسيلت كمركز عام 1890 (سجل الحالة المدنية) وسميت ب (فيالار)، وكانت تابعة للبلدية المختلطة ثنية الحد حتى سنة 1909. وفيما بعد أُلحق هذا المركز ببلدية سفرو (sefrou) المختلطة (سجل الحالة المدنية).
وبموجب مرسوم 09-08 -1924 أصبحت فيالار بلدية ذات ممارسة كاملة، بمقاطعة مليانة، عمالة الجزائر. ثم بدأ تشييد المقر الأول للبلدية عام 1928 وكان الاستلام في جويلية (يوليو) عام 1931.
ظهرت الحركة الوطنية الأولى لبعض الشهود في فيالار قبل الحرب العالمية الأولى واتسعت بعد أحداث ماي (مايو) 1945 وخاصة الحركة الكشفية (قسم فيالار).
وطبقا لعملية التقسيم الإداري الجديد ألحقت فيالار بمقاطعة «أورليون فيل» ثنية الحد لتسترد بعد الاستقلال تسميتها الأصلية: تيسمسيلت .
وأصبحت تيسمسيلت إثر التقسيم الإداري في 04-02-1984 مقر الولاية، هذا بعدما كانت إداريا وجغرافيا منذ زمن طويل تحت تبعية ولاية تيارت. وهي تضم حاليا 22 بلدية و 08 دائرة.

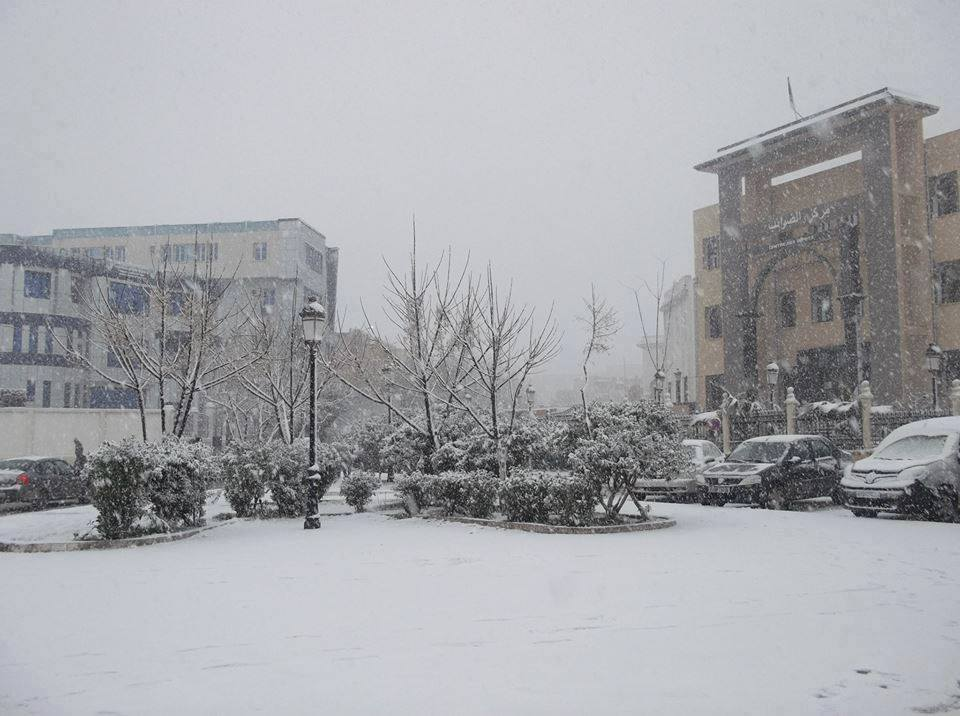
وسط مدينة تيسمسيلت.

## معطيات جغرافية

### التضاريس
كونها متمركزة في كتلة الونشريس الكبيرة، تتميز الولاية بتضاريس وعرة جدا في الشمال حيث المناطق الجبلية تحتل منها تقريبا 65 % وتشكل الانحدارات عموما أكثر من 25 % ، مما يفسر الحساسية الهامة لظاهرة التعرية وصعوبة تهيئة المساحات (هياكل الطرق القاعدية الخ) أما بقية المناطق الأخرى فهي عبارة عن سهول ومناطق رعوية.
تتميز ولاية تيسمسيلت بمناخ متوسطي من نوع شبه قاحل في الجنوب والوسط ومبلل شبه رطب في كتلة الونشربيس بالشمال. إن مقياس تساقط الأمطار متغير ويتراوح بين 300و 600 ملم/ سنويا. تتساقط الثلوج على مرتفعات الونشريس في الشتاء بمعدل 5 إلى 50 سم. أما درجة الحرارة فهي متغيرة وتتراوح مابين (0° و 6°) في الشتاء و (30° إلى 40°) في الصيف.

### الهيدروغرافية
باعتبار أن التضاريس وعرة فإن الشبكة الهيدروغرافية بالولاية ضعيفة نسبيا، حيث أن الأودية التي تتشكل منها الولاية تتباعد نحو اتجاهين متضادين: شمال غربي، وجنوب شرقي لتلتحق بواد الشلف.